# وزارة الخارجية (اليونان)

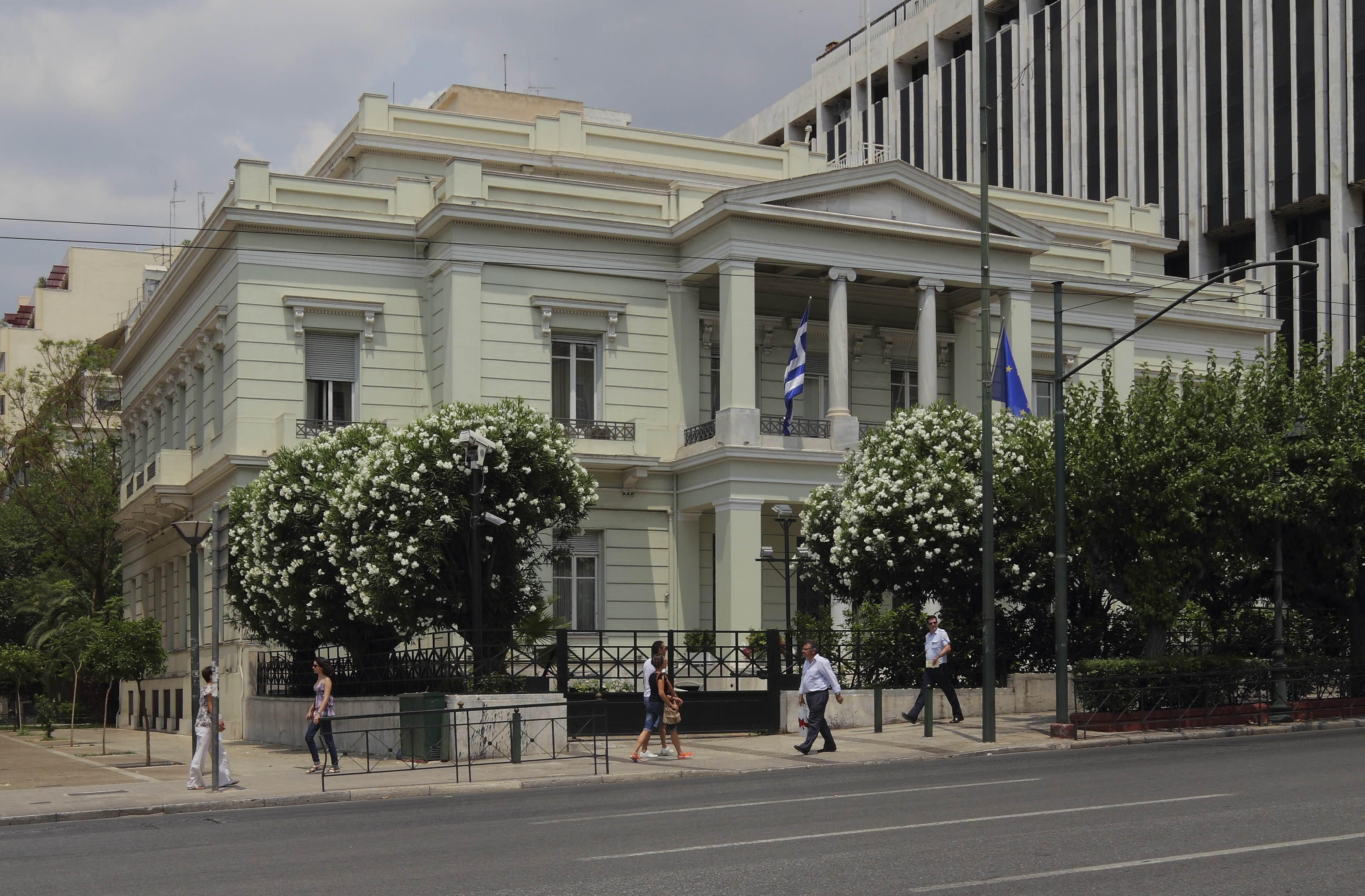
مبنى وزارة الخارجية في أثينا

وزارة الخارجية اليونانية (باليونانية: Υπουργείο Εξωτερικών)‏ هي إدارة حكومية في اليونان يرأسها وزير الخارجية. ويقع المقر الرئيسي للوزارة في أثينا.
الوزير الحالي هو جيورجوس جيرابيتريتيس في الحكومة الثانية لكيرياكوس ميتسوتاكيس.

## التاريخ
تم إنشاء وزارة الخارجية لأول مرة في سنة 1822 من قبل الجمعية الوطنية الأولى في إبيداوروس لتكون بمثابة أمانة الشؤون الخارجية. وفي عام 1844، تم تعيينها رسميًا وزارة الخارجية.

## القيادة
- وزير الخارجية: جيورجوس جيرابيتريتيس
  - نائب الوزير: جيورجوس كوتسيراس
  - نائب الوزير: ألكسندرا بابادوبولو
  - نائب الوزير: كوستاس فرانغوغيانس

## المساعدة الإنمائية الرسمية
شهدت اليونان أزمة ديون وركود في العقد الماضي، مما أدى إلى وجود تخفيضات كبيرة في مساعدات التنمية الرسمية. يتكون التعاون التنموي اليوناني في المقام الأول من النفقات المتعددة الأطراف، خاصة لمؤسسات الاتحاد الأوروبي، وتكاليف اللاجئين من الجهات المانحة. ووفقًا لمنظمة التعاون الاقتصادي والتنمية، انخفض إجمالي المساعدة الإنمائية الرسمية لليونان (305.4 مليون دولار أمريكي، بيانات أولية) في عام 2022 بسبب انخفاض المساعدة الإنمائية الرسمية الثنائية والمتعددة الأطراف. ويمثل 0.14% من الدخل القومي الإجمالي.

## روابط خارجية
- الموقع الرسمي
باللُّغة اليونانية والإنجليزيَّة.